# McDonnell FH

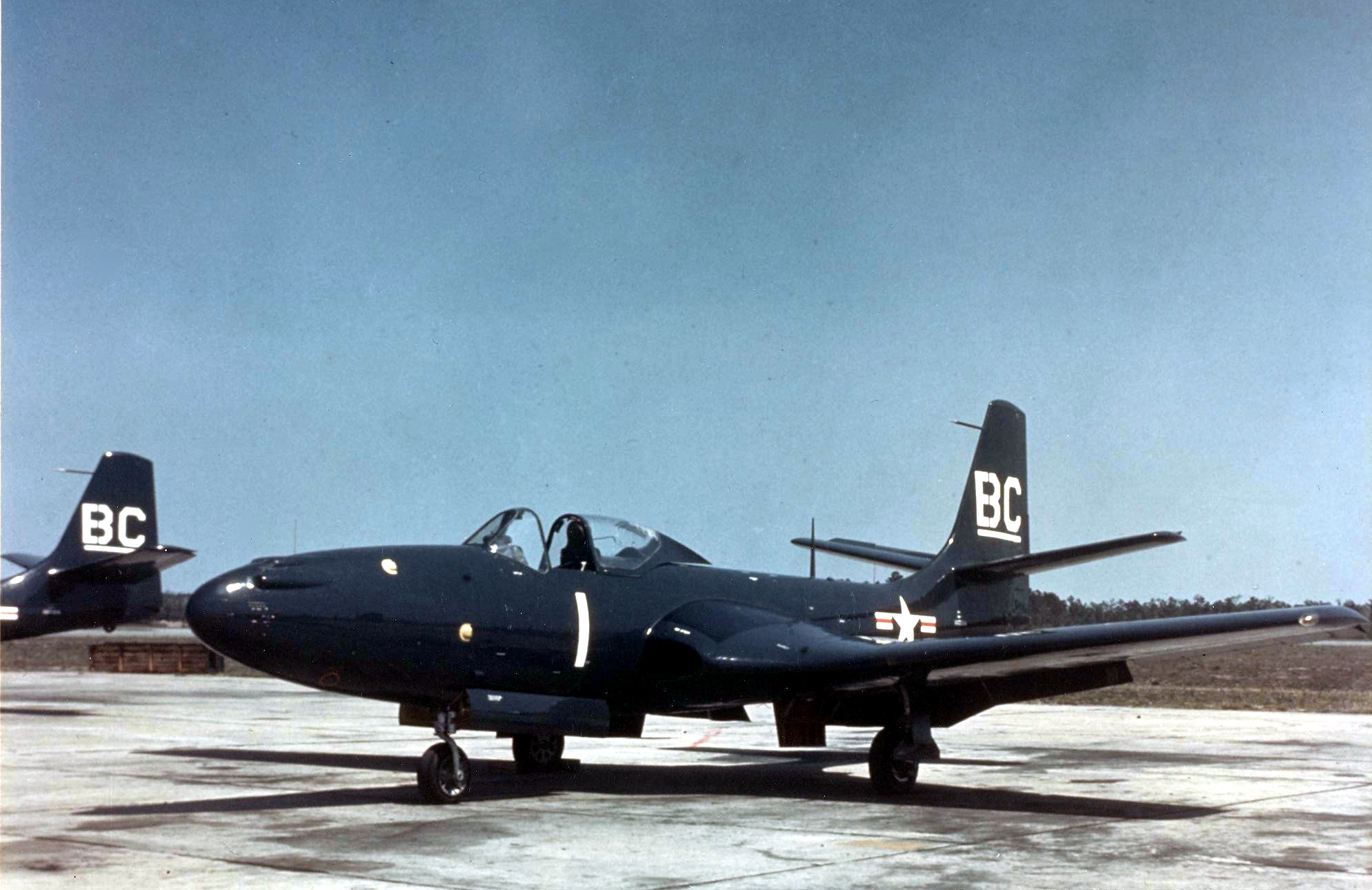
Phantom FH-1 (1949)

Die McDonnell FH Phantom war das erste strahlgetriebene Jagdflugzeug der United States Navy. Es flog erstmals 1945 und wurde 1953 ausgemustert. Später gab es die McDonnell F-4, ebenfalls als „Phantom“ bekannt.

## Entwicklung
Die U.S. Navy beauftragte McDonnell am 30. August 1943 mit der Konstruktion eines strahlgetriebenen Jagdflugzeugs. Man wählte McDonnell aus, da man sich von dem erst vier Jahre alten Unternehmen eine unvoreingenommene Herangehensweise an die neue Antriebstechnik erhoffte und weil man so bei den „großen“ Unternehmen keine Kapazitäten von kriegswichtigen Aufträgen abzog. Bei den ersten Konzeptstudien waren noch je drei Triebwerke in den Tragflächen vorgesehen, später sollten es zwei leistungsstärkere in den Flügelwurzeln sein. Ende 1943 orderte die Marine dann zwei Prototypen mit der Bezeichnung XFD-1. Diese verfügten von Anfang an über eine komplette flugzeugträgertaugliche Ausrüstung, das Cockpit war jedoch nicht druckbelüftet und auch Schleudersitze wurden nicht eingebaut. Der erste Prototyp machte angeblich Anfang Januar 1945 einen ersten Hüpfer, wobei zu diesem Zeitpunkt wegen Lieferschwierigkeiten erst ein Triebwerk eingebaut war. Der eigentliche Erstflug fand am 26. Januar 1945 statt, angetrieben wurde das Flugzeug nunmehr von zwei 5,18 kN starken Westinghouse-19XB-2B-Triebwerken. Dieses Flugzeug stürzte am 1. November 1945 ab, wobei der Testpilot Woodwark Burke starb. Der zweite Prototyp flog im Juni 1945, er wurde im August 1945 bei einer Bauchlandung beschädigt. Er landete und startete als erstes US-amerikanisches Strahlflugzeug am 21. Juli 1946 von einem Flugzeugträger, der Franklin D. Roosevelt (FDR). Pilot war Jim Davidson. Im November wurden auf der FDR auch Versuche mit einer Lockheed P-80 durchgeführt; deren Konstruktion erwies sich aber als zu schwach für harte Deckslandungen.

## Versionen
XFD-1Prototyp mit zwei Westinghouse-19XB-2B-Triebwerken, zwei wurden gebaut (BuNo 48235-48236).
FH-1 (FD-1)Serienversion mit zwei Westinghouse-J30-WE-20-Triebwerken, ursprünglich als FD-1 bezeichnet. 60 wurden gebaut (BuNo 111749-111808).

## Einsatz

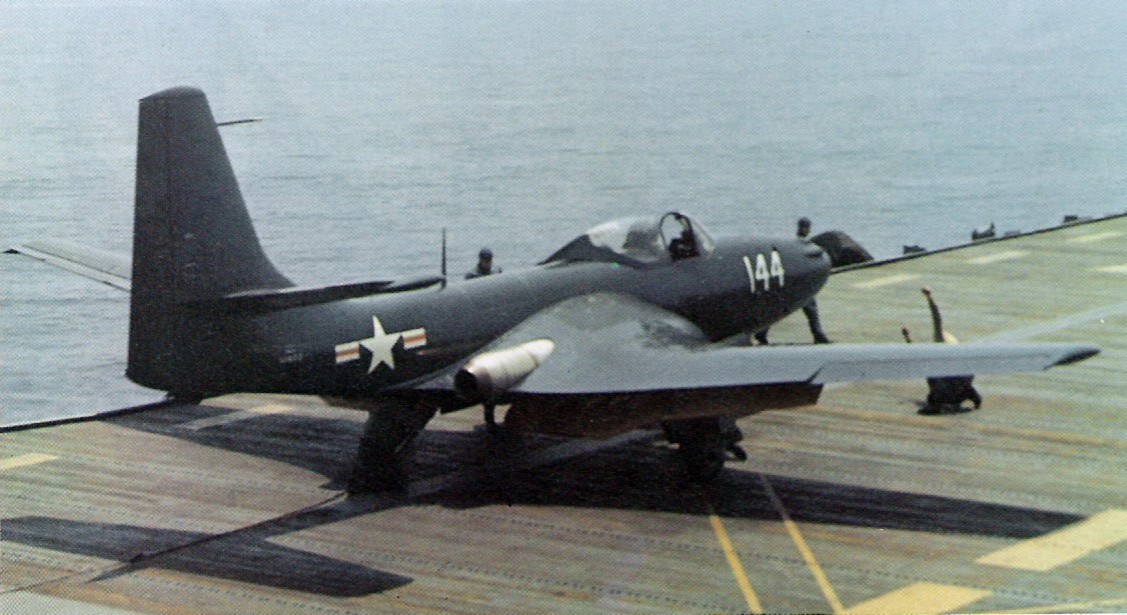
Eine FH-1 auf der USS Saipan im Mai 1948

Am 7. März 1945 erteilte die U.S. Navy einen Serienauftrag für 100 FD-1 mit stärkeren J30-WE-20-Triebwerken, der jedoch nach dem Kriegsende erst auf 30 reduziert und dann wieder auf 60 erhöht wurde. Im Oktober 1946 flog die erste FD-1, im Juli 1947 wurde die Jagdstaffel VF-17A (später VF-171) als erste mit der Phantom ausgerüstet. Zur gleichen Zeit änderte die U.S. Navy den Kennbuchstaben für Flugzeuge des Herstellers McDonnell von „D“ auf „H“, und so wurde aus der „FD“ Phantom die „FH“ Phantom (s. Bezeichnungssystem für Luftfahrzeuge der US Navy von 1922 bis 1962). VF-17A flog im Mai 1948 für kurze Zeit vom leichten Flugzeugträger USS Saipan aus. Neben dieser Staffel wurde nur die Jagdstaffel VMF-122 des United States Marine Corps mit der FH ausgerüstet. Von Juli 1950 bis Juli 1953 flogen die Maschinen noch bei den Reservestaffeln der Naval Air Reserve. Die Einsatzzeit der FH blieb so kurz, da die U.S. Navy in Erwartung einer schnellen Entwicklung bei Strahlflugzeugen McDonnell schon am 2. Juli 1945 den Auftrag für einen größeren und stärkeren Jagdbomber erteilt hatte, der späteren F2H Banshee, von der insgesamt 895 gebaut wurden.

## Technische Daten
| Kenngröße             | Daten der FH-1 |
| --------------------- | --- |
| Besatzung             | 1 |
| Länge                 | 11,35 m |
| Spannweite            | 12,42 m |
| Höhe                  | 4,32 m |
| Flügelfläche          | 24,64 m² |
| Flügelstreckung       | 6,3 |
| Leermasse             | 3031 kg |
| max. Startmasse       | 5459 kg |
| Höchstgeschwindigkeit | 771 km/h in Seehöhe |
| Steiggeschwindigkeit  | 21,5 m/s |
| Dienstgipfelhöhe      | 12.525 m |
| max. Reichweite       | 1580 km |
| Triebwerk             | zwei Strahltriebwerke Westinghouse J30-WE-20 mit je 7,1 kN Schub + optional JATO-Starthilfsraketen                         |
| Bewaffnung            | vier 12,7-mm-Maschinengewehre mit je 325 Schuss + acht ungelenkte Luft-Boden-Raketen an Aufhängungen unter den Tragflächen |